# Janie (1944)
Janie ist ein US-amerikanischer Film in Schwarzweiß aus dem Jahr 1944. Michael Curtiz führte Regie. Für das Drehbuch adaptierten Agnes Christine Johnston und Charles Hoffman das gleichnamige Theaterstück von Josephine Bentham und Herschel V. Williams junior. Joyce Reynolds spielte die Titelrolle.

## Handlung
In der kleinen Stadt Hortonville, in der (fast) niemals etwas passiert, soll eine Basis der Army eröffnet werden. Charles Conway, Redakteur der lokalen Zeitung, hat sich bereits in einem Leitartikel darüber beschwert und auf die Gefahr für die Teenager hingewiesen. Doch muss er sich zunächst mit seiner 16 Jahre alten Tochter Janie auseinandersetzen, die ihn mit lauter Jazzmusik, vor allem aber mit ihren vielen Telefonaten, die sie teilweise in einem für ihn unverständlichem Code führt, ärgert. Sie bereitet eine Party vor, die sie vor ihren Eltern geheim halten will. Die Party verläuft harmlos, allerdings taucht die Presse auf und macht Fotos – unter anderem von einem Kuss Jamies und ihres Freundes Scooper Nolan.
Wenige Wochen später kommt Charles von einer Geschäftsreise nach Washington, wo er vergeblich versucht hatte, eine Druckerpresse für seine Zeitung zugewiesen zu bekommen, zurück. Die Basis ist errichtet und die Stadt überfüllt. Sein Freund und Geschäftspartner John Van Brunt wohnt nun im Gästezimmer des Hauses von Charles Familie. Thelma Lawrence, eine Jugendfreundin seiner Frau und Brautjungfer bei seiner Hochzeit, wird sich ebenfalls in seinem Haus einquartieren, da ihr Sohn Dick in der Basis stationiert werden soll. Janie und Dirk interessieren sich sehr für einander, sehr zum Ärger von Scooper. Janie und Dick sowie Thelma und John machen einen Ausflug zu einem Badesee. Scooper versucht auch dort, die beiden auseinanderzubringen, scheitert dabei aber kläglich.
Eines Abends gehen Charles und seine Frau Lucille zusammen mit John und Thelma zu einer Tanzveranstaltung. Janie und Dick wollen einen gemütlichen Abend miteinander verbringen, aber Janies Freundinnen wollen ebenfalls Soldaten einladen, da sie es zu Hause, auch wegen Charles Leitartikel, nicht können. Jamies kleine Schwester Elsbeth würde bei einem solchen Abend stören. Daher soll Dick sie zu ihren Großeltern bringen, aber Elsbeth möchte eine Stadtrundfahrt und fährt mit dem ortsunkundigen Dick in verschiedenen Bussen. Als Dick seinen ehemaligen Lehrer, Professor Reardon, im Bus trifft, übergibt er ihm die Verantwortung für Elsbeth. 
Durch eine Organisationspanne hat Scooper von dem Treffen erfahren und lädt weitere Soldaten ein. Die kommen zahlreich und bringen ein ganzes Armeeorchester mit. Als Dick zurückkommt ist bereits eine große Party im Gange, die bald auch Klagen der Nachbarn und das Eintreffen der Militärpolizei nach sich zieht. Haushälterin April kümmert sich um die Militärpolizisten. Die Soldaten erkennen, dass sie ihren Ausgang bereits überzogen haben und verlassen die Party. Dabei beschädigt ein Jeep das Haus, weil er Jamies zurückkommenden Eltern ausweichen muss. Charles legt sich aus Wut so sehr mit der eintreffenden Polizei an, dass er verhaftet werden soll. Colonel Lucas, der Leiter der Basis, trifft nun auch ein. Jamie verteidigt ihm gegenüber die Soldaten, was ihr seinen Respekt einbringt. Er regelt die Sache mit der Polizei. Professor Reardon bringt eine zufriedene Elsbeth zurück. Er ist unter anderem der Verantwortliche für die Zuweisung von Druckmaschinen und wird ebenfalls im Haus der Conways einquartiert.

## Produktion
Das Theaterstück Janie von Josephine Bentham und Herschel V. Williams junior wurde vom 10. September 1942 bis zum 16. Januar 1944 in 642 Mal am Broadway aufgeführt. Es war daher nicht überraschend, dass Warner das Stück auswählte, als sie einen der Anfang der 1940er Jahre populären Familienfilm drehen wollten. Für die Verfilmungsrechte zahlte Warner etwa 100.000 Dollar, von denen 40.000 an Konkurrent Paramount ging, da Paramount das Bühnenstück finanziert hatte.
Als Hauptrolle wählte man die bis dahin weitgehend unbekannte Joyce Reynolds. Im Vorspann führte man sie mit „and Presenting“ ein, was als „and Introducing“ aufgefasst werden konnte. Dies allerdings wäre falsch gewesen, da sie schon Nebenrollen in Filmen wie Unser trautes Heim (1942) oder Liebesleid gespielt hatte.
Janie wurde zwischen Ende Dezember 1943 und Anfang März 1944 gedreht, die Aufnahmen starteten also, als das Stück noch am Broadway lief. Drehorte waren das Studio von Warner in Burbank und der Malibou Lake nördlich von Malibu.

### Musik
Das Lied Keep Your Music Dry von Jule Styne (Musik) und Sammy Cahn (Text) spielt eine prominente Rolle in Janie. Es wird während der Party von fast allen Gästen gesungen oder gespielt. Mehrere Schauspieler und Sänger haben darin Gesangparts wie zum Beispiel Joyce Reynolds, Hattie McDaniel oder The Williams Brothers. Eine gewisse Rolle spielt auch They’re Either Too Young or Too Old von Arthur Schwartz (Musik) und Frank Loesser (Text), gesungen von Barbara Brown und Robert Benchley.

### Erstaufführung
Die Erstaufführung von Janie war am 4. August 1944 in New York. Vertrieben wurde der Film von Warner Bros.

## Rezeption

### Kritiken

#### Zeitgenössische Kritiken
Die Kritiken in den Filmzeitschriften Variety, Motion Picture Herald und Film Daily waren durchweg positiv. Zwar findet der Motion Picture Herald, die Handlung „nicht überwältigend, deren Präsentation aber schon“. Ansonsten wird der Film in allen drei Kritiken als gute Unterhaltung, als schnell und frisch bewertet. Alle drei loben Joyce Reynolds, als „verheißungsvolle Newcomerin“, „die die Titelrolle fähig ausfüllt und dabei eine frische Persönlichkeit zeigt, die sie noch weit bringen wird“, beziehungsweise „die Janie außergewöhnlich gut spielt und dabei den Geist der Rolle mit vollem Erfolg einfängt“. Auch die anderen Darsteller werden gelobt, wobei Film Daily Clare Foley hervorhebt.
Bosley Crowther dagegen ließ in der New York Times kein gutes Haar an dem Film. Er fand ihn kindisch und konnte ihm keine Einsichten abgewinnen. Die Leistungen der Schauspieler, insbesondere Joyce Reynolds, wollte er nicht kritisieren, betonte aber, dass sie nichts gehabt hätten, mit dem sie arbeiten konnten. Besonders kritisierte er die Figur der Elsbeth als „gescriptete Kreatur, die nur da sei, um Lacher zu erzeugen“.

#### Moderne Kritiken
Moderne Kritiker finden den Film naiv, nervig, nicht der Rede wert, Nonsens oder einfach dumm und eindeutig ein Produkt seiner Zeit. Es sei aber eine angenehme oder auch charmante Komödie, und die Regie sei „so schnell, dass es die meisten Zuschauer nicht stören dürfte, dass keine Substanz vorhanden ist.“ Auch sei es eine „realistische Beschreibung des Lebens der Teenager in den 1940er Jahren“, vor allem wegen der Kostüme und des Coded Slang, den die Teenager benutzten, damit ihre Eltern sie nicht verstehen konnten.

### Einspielergebnisse
Janie spielte in den Vereinigten Staaten über die Jahre 6,9 Millionen Dollar ein. Damit nimmt der Film in der Liste der wirtschaftlich erfolgreichsten 1944 in den USA gedrehten Filme den 35. Platz ein. 1944 allein waren es fast 2 Millionen Dollar.

### Auszeichnungen
Bei der Oscarverleihung 1945 war Owen Marks in der Kategorie Bester Schnitt nominiert, hatte aber das Nachsehen gegen Barbara McLean für Wilson.

### Nachwirkungen
Ursprünglich war Janie als der erste Teil einer Filmserie geplant. Tatsächlich wurde kurz nach der Premiere bereits ein zweiter Teil unter dem Titel Janie Meets the Marines in Variety angekündigt. Da Joyce Reynolds heiratete und zunächst keine weiteren Filme machen wollte, wurde die Idee einer Serie fallen gelassen. Wegen des wirtschaftlichen Erfolges des Films gab es 1946 trotzdem die Fortsetzung Janie Gets Married mit einer fast gleichen Besetzung. Lediglich Joyce Reynolds wurde durch Joan Leslie ersetzt.